# Earl J. Hamilton
Pour les articles homonymes, voir Hamilton.
Earl J. Hamilton (1899-1989) est un historien et économiste américain, spécialiste de l'histoire des prix dans l'Espagne médiévale et moderne.

## Carrière
Nommé professeur à l'université Duke en 1927, dès avant d'avoir soutenu, en 1929, sa thèse à l'université Harvard sous la direction d'Abbott Payson Usher (en), il quitte Duke en 1944 pour l'université Northwestern avant de rejoindre dès 1947 l'université de Chicago, où il restera jusque 1967. Il est alors engagé jusque 1969 comme distinguished professor par l'université d'État de New York. Parallèlement à cette carrière professorale, il a été à partir de 1929 responsable du volant espagnol du Comité international d'histoire des prix, éditeur du Journal of Political Economy de 1948 à 1954, président de l'Economic History Association de 1951 à 1952 (il en avait été l'un des cofondateurs en 1940), et vice-président de l'American Economic Association en 1955.

## Œuvres
- (en) American treasure and the Price Revolution in Spain, 1501-1650, by Earl J. Hamilton,.., Cambridge, Mass., Harvard University Press, coll. « Harvard economic studies » (no XLIII), 1934, 428 p. (OCLC 459736379).
- (en) Hamilton, Earl J. Money, prices, and wages in Valencia, Aragon, and Navarre, 1351-1500, Cambridge, Mass., Harvard University Press, coll. « Harvard economic studies » (no LI), 1936 (réimpr. 1975, 1977), 310 p..
- (en) War and prices in Spain, 1651-1800, Cambridge, Harvard Univ. Press, coll. « Harvard economic studies » (no 81), 1947, 295 p..